# USS New Hampshire (BB-70)
USS New Hampshire (BB-70) byla nepostavená americká bitevní loď. Měla být čtvrtou a zároveň předposlední jednotkou třídy Montana.

## Důvod zrušení stavby
Zaprvé Američané potřebovali ve válce spíše rychlé bitevní lodě, které by při bojích doprovázely letadlové lodě třídy Essex. Bitevní lodě třídy Montana by dosahovaly maximální rychlosti 52 km/h zatímco bitevní lodě třída Iowa dosahovaly maximální rychlosti až 61 km/h. Zadruhé svojí roli ve zrušení stavby hrála také cena. Loď se silnou výzbrojí a pancířem je hodně drahá.

## Výzbroj
Primární zbraně měly být 4 tříhlavňové střelecké věže s děly Mk 7, ráže 406 mm. Sekundární zbraně mělo být 10 dvojhlavňových děl Mk 16 ráže 127 mm. Protivzdušnou obranu podle plánů mělo tvořit 10 až 40 kanónů Bofors ráže 40 mm a 56 kanónů Oerlikon ráže 20 mm. Loď měla také nést 3 až 4 hydroplány Vought OS2U Kingfisher nebo Curtiss SC Seahawk.